# TICOM
 (janvier 2024).
La mise en forme du texte ne suit pas les recommandations de Wikipédia : il faut le « wikifier ».
Les points d'amélioration suivants sont les cas les plus fréquents. Le détail des points à revoir est peut-être précisé sur la page de discussion.
- Les titres sont pré-formatés par le logiciel. Ils ne sont ni en capitales, ni en gras.
- Le texte ne doit pas être écrit en capitales (les noms de famille non plus), ni en gras, ni en italique, ni en « petit »…
- Le gras n'est utilisé que pour surligner le titre de l'article dans l'introduction, une seule fois.
- L'italique est rarement utilisé : mots en langue étrangère, titres d'œuvres, noms de bateaux, etc.
- Les citations ne sont pas en italique mais en corps de texte normal. Elles sont entourées par des guillemets français : « et ».
- Les listes à puces sont à éviter, des paragraphes rédigés étant largement préférés. Les tableaux sont à réserver à la présentation de données structurées (résultats, etc.).
- Les appels de note de bas de page (petits chiffres en exposant, introduits par l'outil «  Source ») sont à placer entre la fin de phrase et le point final[comme ça].
- Les liens internes (vers d'autres articles de Wikipédia) sont à choisir avec parcimonie. Créez des liens vers des articles approfondissant le sujet. Les termes génériques sans rapport avec le sujet sont à éviter, ainsi que les répétitions de liens vers un même terme.
- Les liens externes sont à placer uniquement dans une section « Liens externes », à la fin de l'article. Ces liens sont à choisir avec parcimonie suivant les règles définies. Si un lien sert de source à l'article, son insertion dans le texte est à faire par les notes de bas de page.
- La présentation des références doit suivre les conventions bibliographiques. Il est recommandé d'utiliser les modèles {{Ouvrage}}, {{Chapitre}}, {{Article}}, {{Lien web}} et/ou {{Bibliographie}}. Le mode d'édition visuel peut mettre en forme automatiquement les références.
- Insérer une infobox (cadre d'informations à droite) n'est pas obligatoire pour parachever la mise en page.

Pour une aide détaillée, merci de consulter Aide:Wikification.
Si vous pensez que ces points ont été résolus, vous pouvez retirer ce bandeau et améliorer la mise en forme d'un autre article.
TICOM (abréviation anglaise de Target Intelligence Committee ou Comité du renseignement ciblé) était une opération secrète menée par les forces alliées et mise en place pendant la Seconde Guerre mondiale pour trouver et saisir les ressources du renseignement allemand, en particulier dans le domaine de la cryptologie et du renseignement électromagnétique.
L'opération demeura classifiée pendant 50 ans, les premiers travaux publiés à ce sujet datant de 2001 notamment par le journaliste James Bamford, spécialiste du programme américain d'espionnage électronique Echelon,. Les archives ont été publiés par la National Security Agency (NSA) à partir de 2009 et sont désormais disponibles en ligne sur son site.
Cette opération plus confidentielle a été opérée aux côtés d'autres efforts des Alliés occidentaux pendant l'effondrement du Troisième Reich à partir d'avril 1945. Tout comme les opérations américaines Paperclip, Alsos et britannique Surgeon, elle visait à extraire des informations et du personnel scientifiques et technologiques allemands pendant et après la fin de la Seconde Guerre Mondiale,.

## Histoire
Le projet a été initié à l'origine par les forces Britanniques. Toutefois, lorsque le chef d’état-major de l’armée américaine, le général George Marshall, est en informé, la direction devient alors anglo-américaine.
L’objectif principal de l'opération était de rechercher et de capturer les secrets cryptologiques de l’Allemagne. La mise en œuvre se basait sur l'infiltration des équipes d'experts en cryptologie, qui étaient principalement issus du centre secret britannique de décryptage de Bletchley Park.
Ses troupes, créées pour l'occasion, devaient notamment rentrer en Allemagne aux côtés des troupes de première ligne qui en parallèle, avaient reçu l'ordre de les assister ou de garder tout matériel susceptible d'être examiné. Elles devaient examiner les documents, analyser la technologie et interroger le personnel des différentes organisations allemandes de renseignement électromagnétique avant que ces secrets ne puissent être découverts, détruits, pillés ou encore capturés par les forces soviétiques,.
Ses objectifs étaient les suivants :  
- connaître l’étendue de l’effort de cryptanalyse des allemands contre le Royaume-Uni et les États-Unis
- empêcher que ces informations tombent dans forces hostiles lors de la retraite des troupes allemandes
- exploiter les techniques et inventions allemandes avant qu’elles ne soient détruites
- rechercher tout renseignement qui pourrait être utilisé contre le Japon

Il y avait au total six de ces équipes avec des missions différentes : 
- L'équipe 1 était chargée de capturer les machines allemandes du type Geheimschreiber (écrivain secret) dont le trafic crypté portait le nom de code Fish.
- L'équipe 2 devait aider l'équipe 1 à transporter le train de communications du maréchal Kesselring vers la Grande-Bretagne (le soi-disant « convoi de méduses »)[1].
- L'équipe 3 : devait enquêter sur une unité de renseignement électromagnétique allemande intacte appelée " Pers ZS ".
- L'équipe 4 : avait pour mission d'enquêter plus en profondeur sur les endroits du sud de l'Allemagne que l'équipe 1 avait trouvés.
- Équipe 5 : elle fut chargée à la suite de la découverte par hasard d'une boîte étanche contenant une partie des archives du département de chiffrement du haut commandement de la Wehrmacht dans le lac Schliersee, de récupérer ces dernières[1].
- L'équipe 6 avait pour objectif de capturer et d'exploiter du matériel du Centre de renseignement naval allemand et du quartier général allemand du SIGINT.

### OKW/Chi(Haut Commandement)
L'hypothèse des alliés était que le commandement suprême des forces armées allemandes, l' Oberkommando der Wehrmacht Chiffrierabteilung (en abrégé OKW/Chi) était l'équivalent allemand du Bletchley Park britannique, l'équipe chargée du décodage des transmissions allemandes. Cependant  cette analyse se révéla inadéquate. En effet, bien qu’elle soit la principale agence chargée du SIGINT (abréviation anglaise pour SIGnes INTelligents ou renseignements d'origine électromécanique) de l’armée allemande, l'OKW/Chi n’a pas défini de politique, ni coordonné, ni dirigé le travail de renseignement électromagnétique des différents services allemands. Il s'est a contrario concentré sur l'emploi des meilleurs cryptanalystes pour concevoir les propres systèmes de communications sécurisés de l'Allemagne et afin d'assister les différentes organisations des services qui en avaient besoin. Il s'agissait principalement parmi ces derniers de : 
- La Wehrmacht[1]
- La Luftwaffe, la forcé aérienne allemande [1]
- La Kriegsmarine (la Marine Allemande)[1]
- Le Ministère des Affaires étrangères ou Pers ZS[1]
- Le Forschungsamt ou FA pour bureau de recherche du ministère de l'aviation allemand[1]

Les scientifiques allemands dont les docteurs  Huenttenhain et Fricke de l'OKW/ Chi ont été invités à écrire sur les méthodes de résolution des machines allemandes. Leurs écrits couvraient les machines de décryptage / encryptage Enigma sans stecker, les machines Enigmas avec stecker ; Hagelin B-36 et BC-38 ; les téléimprimeurs chiffrés Siemens et Halske T52 a/b, T52/c ; le Siemens SFM T43 ; et le Lorenz SZ 40, SZ42 a/b. Ils ont supposé le principe de Kerckhoffs selon lequel le fonctionnement des machines serait connu et se sont uniquement intéressés à la résolution des clés, et non au bris des machines en premier lieu. Cela montrait que, au moins parmi les cryptographes allemands, l’Enigma sans le respect des procédures de contrôle était clairement reconnue comme pouvant être cassé. Les machines Enigmas avec le tableau de connexion (Steckerbrett) étaient considérées comme sûres si elles étaient utilisées conformément aux instructions, mais étaient moins sûres si des débuts stéréotypés ou des phrases de routine étaient utilisées, ou pendant la période de ce qu'ils décrivaient comme la « technique de l'indicateur défectueux » - utilisée jusqu'à mai 1940. Ils étaient cependant d’avis que le code n’avait jamais été cassé.

### Découverte FA
La découverte, le 9 mai 1945, par l'équipe 1 du Ticom du quartier général l'agence top secrète de renseignement électromagnétique et de cryptanalyse du parti nazi, sur la base aérienne de Kaufbeuren, dans le sud de la Bavière, fut une surprise totale, son existence n'ayant pas été détectée avant avril 1945. Connue sous le nom de bureau de recherches de Goering, Forschungsamt ou FA, elle se révèlera comme « la plus riche, la plus secrète, la plus nazie et la plus influente » de toutes les agences de renseignement cryptanalytiques allemandes. Créée en 1933, par Gottfried Shapper, un officier de l'armée et avec l'appui du maréchal Goering, elle fut chargée par le dictateur Adolf Hitler de centraliser en interne toutes les interceptions des communications téléphoniques dans l'Allemagne.
Sa capture permit de révéler qu'une partie des codes britanniques comme celui de la Banque d'Angleterre, ou américains de bas niveau avaient été cassés. De même, les codes diplomatiques de la France, de la Finlande, de l'Italie, du Danemark et de pays d'Amérique du Sud avaient été percés. Enfin, ceux concernant la logistique et le ravitaillement de l'URSS avaient été également brisés.
Néanmoins, il est apparu que les codes principaux Ultra, Typex ou Sygaba employés par les alliés n'ont pas été décryptés par les cryptographes allemands.

### Découverte du «POISSON» russe

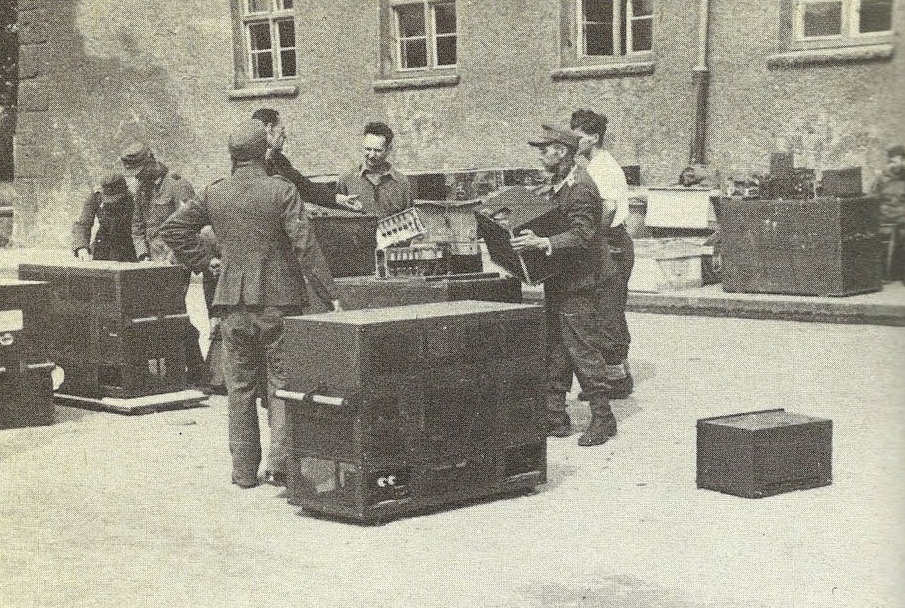
Des prisonniers allemands préparent le « poisson russe » pour le chargement et l'expédition vers l'Angleterre, juin 1945.

Le plus grand succès de TICOM fut la capture d'un système allemand baptisé Russian Fish ou « Poisson russe ». Il consistait en un ensemble de récepteurs allemands à large bande utilisés pour intercepter les signaux radiotélétypes soviétiques de haut niveau qui utilisait 9 canaux d'envoi différents avec large spectre de fréquence le rendant difficile à intercepter. Le 21 mai 1945, un groupe de l'équipe 1 de TICOM reçut une information selon laquelle un prisonnier de guerre allemand avait connaissance de certains équipements de renseignement électromagnétique et de documents relatifs au trafic russe. Après avoir identifié les membres restants de l'unité, ils ont tous été ramenés à leur ancienne base de Rosenheim. Les prisonniers ont récupéré environ 7,5 tonnes de matériel. L'une des machines a été réassemblée et présentée en démonstration. L'officier du TICOM, le 1er lieutenant Paul Whitaker, l'a rapporté plus tard. "Ils interceptaient le trafic russe pendant que nous étions là-bas… très vite, ils nous ont montré tout ce que nous avions besoin de voir". L'ensemble des scientifiques allemands sont exfiltrés en Angleterre.

### Efforts connexes et résultats
Dans le cadre de l'opération Stella Polaris, l'unité finlandaise de renseignement électromagnétique a été évacuée vers la Suède à la suite du cessez-le-feu entre la Finlande et l'Union soviétique en septembre 1944. Les documents, y compris le matériel cryptographique, se sont retrouvés entre les mains des Américains.

## Résultats de l'opération
L'opération Ticom permit la saisie de 4 000 livres et différents matériels de codes allemands pour un total de 5 tonnes. Par la suite, les cryptographes allemands furent récupérés et renvoyés en Allemagne de l'Ouest à l'exemple du docteur Huenttenhain où ils devinrent des experts pour les servies secrets allemands dans le cadre de la guerre froide.
Elle démontra qu'il n'existait pas de transfert de connaissances en cryptographie entre le Japon et l'Allemagne, ce qui aurait permis potentiellement d'accélérer la fin du conflit dans la zone Asie Pacifique.
Elle conforta les forces américaines anglaises dans leur avance dans le domaine de la cryptologie et permit également grâce aux connaissances et technologies allemandes de décrypter les communications russes jusqu'en 1949 notamment dans le cadre de l'opération Venona,.

## Voir également
- Opération Paperclip
- Opération Surgeon
- Opération Alsos
- Opération Osoaviakhim (équivalent russe de l'opération américaine Paperclip)